# Piotr Stefaniak
Piotr Stefaniak (* 1. Januar 1949 in Łódź, Volksrepublik Polen) ist ein polnischer Schauspieler und Regisseur.

## Leben
Piotr Stefaniak wurde 1949 in Łódź geboren. Er besuchte die Staatliche Hochschule für Film, Fernsehen und Theater Łódź.

## Filmografie

### Schauspieler
- 1977: Śmierć prezydenta
- 1979: Zyciena goraco
- 1979: Córka albo syn
- 1984: Sexmission
- 1988: Labedzi spiew

### Regie
- 1987: Stanislaw i Anna

### Assistenz des Zweiten Stabs
- 1979: Bestia
- 1979: Córka albo syn
- 1979: Niewdziecznosc
- 1979: Bezposrednie polaczenie
- 1984: Sexmission
- 1985: Die Retourkutsche
- 1987: Mutter Krol und ihre Söhne
- 1988: Opowiesc Harleya
- 1988: Gwiezda Piolun
- 1991: Dziecko szczescia